# Copelatus congo
Copelatus congo är en skalbaggsart som beskrevs av Gschwendtner 1938. Copelatus congo ingår i släktet Copelatus och familjen dykare. Inga underarter finns listade i Catalogue of Life.